# Jüdische Friedhöfe in Kopenhagen
Es bestehen zwei Jüdische Friedhöfe in Kopenhagen: der «Mosaisk Nordre begravelsesplads» und der «Mosaisk Vestre begravelsesplads».

## Mosaisk Nordre Begravelsesplads
Koordinaten: 55° 41′ 28,3″ N, 12° 33′ 25,4″ O
Der «Nördliche Begräbnisplatz» ist ein jüdischer Friedhof in der Møllegade Ecke Guldbergsgade in Nørrebro, einem Stadtteil von Kopenhagen. Er wurde 1694 durch Meyer Goldschmidt, den Gründer der jüdischen Gemeinde in Kopenhagen, an dem damals  außerhalb der Wallanlagen Kopenhagens befindlichen Ort angelegt, wo bereits im Jahr zuvor eine jüdische Beisetzung stattfinden durfte. Die Zulassung des Friedhofs war eine politische Entscheidung. Seine Existenz sollte die Niederlassung in Kopenhagen für wohlhabende Juden attraktiver machen. Später wurde der Friedhof mehrfach erweitert.
1704 wurde er eingezäunt und bekam einen Wachmann, um ihn vor weiterem Vandalismus zu schützen. Einigen Schaden richtete auch die Bombardierung Kopenhagens 1807 durch die Engländer an.
Mit der Niederlegung der Wallanlagen in der Mitte des neunzehnten Jahrhunderts wurde das Areal um den mittlerweile 14.000 Quadratmeter umfassenden Friedhof bebaut, so dass eine Erweiterung nicht mehr möglich war. Auch aus diesem Grund wurde 1886 der Mosaisk Vestre Begravelsesplads angelegt und der Friedhof in der Møllegade offiziell geschlossen. Gleichwohl fanden bis 1967 vereinzelt noch Bestattungen statt.
Insgesamt finden sich auf dem Friedhof 5.000 Grabsteine, darunter die von Jacob und Meyer Herman Bing, die zusammen mit Frederik Vilhelm Grøndahl die Porzellanfabrik Bing & Grøndahl gründeten.
Die Anlage wurde 2010 für die Öffentlichkeit zugänglich gemacht, nachdem sie zuvor für eine Million Kronen, die von der Kommune kam, instand gesetzt wurde.

## Mosaisk Vestre Begravelsesplads
Koordinaten: 55° 39′ 43,3″ N, 12° 32′ 2,1″ O
Der «Westliche Begräbnisplatz» liegt neben dem Kopenhagener Westfriedhof. Er wurde im Jahr 1886 angelegt und wird bis heute belegt. Er befindet sich im südlichen Hafenviertel zwischen Valby und Vesterbro. Die Carlsberg-Brauerei liegt in direkter Nachbarschaft. Hier befinden sich einige Gräber bekannter Persönlichkeiten:
| - Ada Adler, Philologin - Max Ballin, Fabrikant - Meyer Herman Bing, Mitbegründer von Politiken - Victor Borge, Komiker - Peter Deutsch, Komponist - Isi Foighel, Politiker - Meïr Aron Goldschmidt, Schriftsteller - Albert Gottschalk, Maler - Axel Henriques, Revue-Autor | - Alfred Hertz, Unternehmer - Aage Hirschsprung, Verleger - Heinrich Hirschsprung, Fabrikant und Kunstsammler - Abraham Kurland, Ringer - Marcus Melchior, Oberrabbiner - Adolph Rastén, Journalist - Isaac Salmonsen, Verleger - David Simonsen, Oberrabbiner - Herman Trier, Politiker |